# Gorch Fock (Schiff, 1958)
Die Gorch Fock, in der Literatur bisweilen als Gorch Fock II bezeichnet, ist ein 1958 in Dienst gestelltes, als Bark getakeltes Segelschulschiff der Deutschen Marine. Sie ist ein neueres Schwesterschiff der im Jahr 1933 gebauten ersten Gorch Fock und wie diese nach dem Schriftsteller Gorch Fock benannt.
Das Schiff unterstand nach der Indienststellung zunächst dem Kommando der Schulschiffe. Nach dessen Auflösung wurde es 1966 der Marineschule Mürwik in Flensburg-Mürwik unterstellt. Der Heimathafen ist Kiel, ihr Liegeplatz ist an der Gorch-Fock-Mole (vor 2021 Tirpitzmole) am nördlichen Ende der Kiellinie, nachdem sie zuvor ihren Stammplatz zentral an der Kieler Blücherbrücke hatte.
Bis Januar 2011 legte das Schiff laut offizieller Statistik 741.106 Seemeilen zurück. Dabei wurden bei 439 Hafenbesuchen 180 verschiedene Häfen angelaufen und über 60 Hoheitsgebiete auf allen Kontinenten besucht.
Besondere Aufmerksamkeit erregte die Grundinstandsetzung der Gorch Fock von 2015 bis 2021. Diese erwies sich als erheblich teurer als anfangs veranschlagt. Außerdem kam es im Zusammenhang mit der Insolvenz der beauftragten Werft zu Korruptionsvorwürfen.

## Geschichte

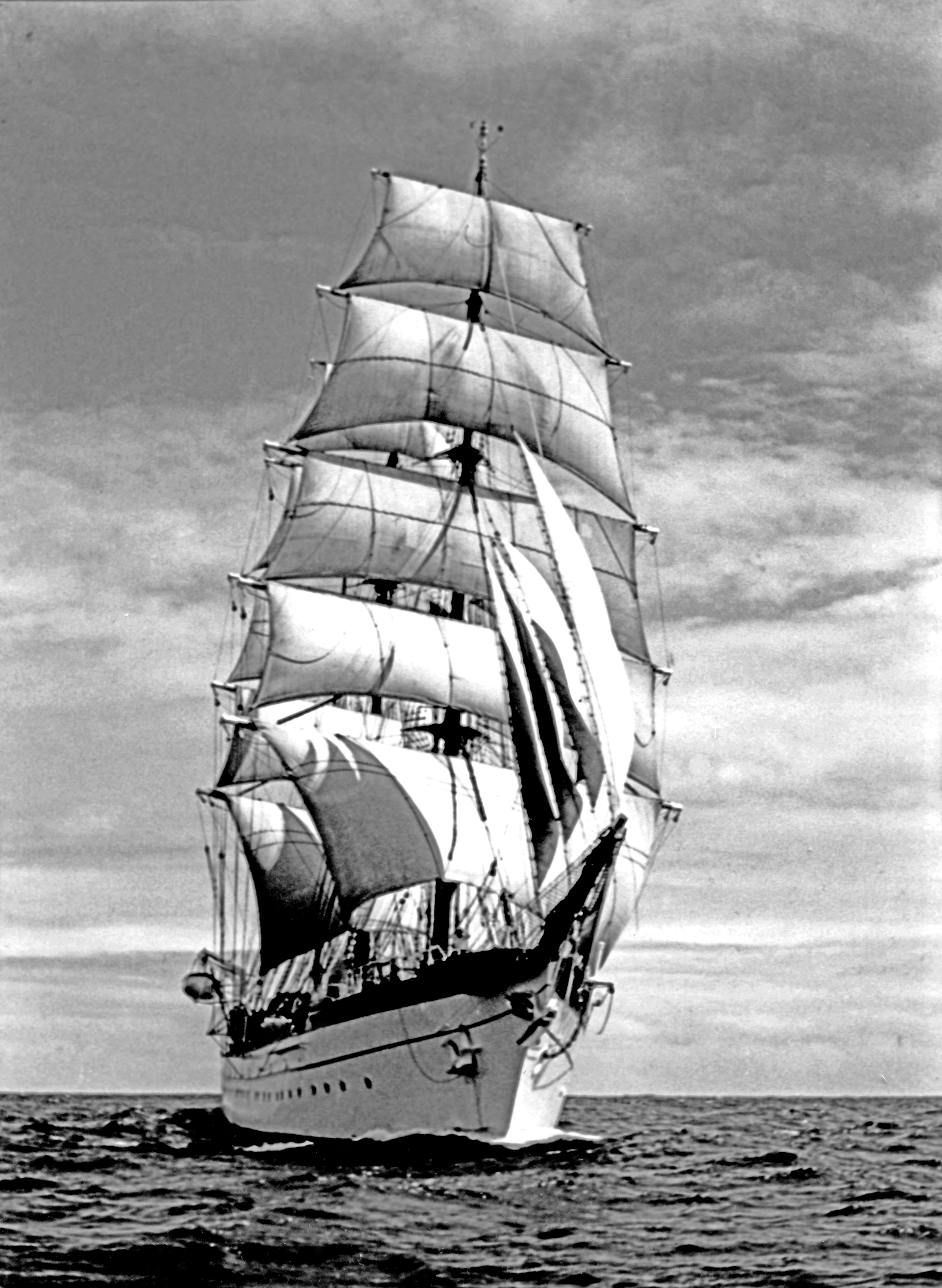
Die Gorch Fock ca. 1967

### Bau
Das Schiff wurde am 24. Februar 1958 auf Kiel gelegt. Wie schon die erste Gorch Fock der Reichsmarine wurde sie bei Blohm & Voss gebaut. Vorausgegangen waren aufgrund des Untergangs der Pamir 1957 starke Kontroversen in der Bevölkerung und den Entscheidungsgremien über Fertigstellung und Indienststellung des Schiffes; dabei wurde unter anderem die Zweckmäßigkeit eines Segelschiffes für zeitgemäße militärische Aufgaben infrage gestellt.
Der Stapellauf fand am 23. August 1958 statt. Dabei hielt Rudolf Kinau, der Bruder Gorch Focks, die Taufrede auf Niederdeutsch. „Boben dat Leven steiht de Dod, aver boben den Dod steiht wedder dat Leven“ (Über dem Leben steht der Tod, aber über dem Tod steht wieder das Leben). Die Taufe selbst vollzog Rudolf Kinaus Tochter Ulli Kinau.

### Nach der Indienststellung
Am 17. Dezember 1958 wurde das Segelschulschiff in Dienst gestellt. Am 3. August 1959 trat die Gorch Fock von Kiel aus ihre erste Auslandsreise an. Das Schiff wurde im Laufe der kommenden Jahre als „Botschafter Deutschlands unter Segeln“ weltweit bekannt. 1964 vertrat es Deutschland bei der Weltausstellung in New York. 1974 besuchte die Gorch Fock im Rahmen der Großseglerregatta Kopenhagen–Gdingen als erstes Kriegsschiff der Bundesmarine einen polnischen Hafen, 1977 den jugoslawischen Hafen Split. Im August 1976 wurde sie bei der Großseglerregatta aus Anlass der 200-Jahr-Feier der USA zum Sieger erklärt, da sie in Führung lag, als die Regatta wegen Flaute abgebrochen wurde.
In den Jahren 1985 und 1991 gab es verschiedene Umbauten und 2000/2001 eine längere Werftliegezeit, so dass einige Ausbildungsfahrten mit der dazu gecharterten, norwegischen Statsraad Lehmkuhl absolviert wurden.
Im Jahr 2012 wurden Reparaturen für rund zehn Millionen Euro notwendig, obgleich das Schiff erst 2010 generalüberholt worden war.
Die Gorch Fock soll grundsätzlich bis über das Jahr 2030 hinaus als Segelschulschiff genutzt werden.

### Grundinstandsetzung 2015–2021
Von Dezember 2015 bis September 2021 befand sich das Schiff zu einer vollständigen Grundinstandsetzung durch die Elsflether Werft in Docks der Bremerhavener Werft Bredo.
Um den Ausfall des Schulschiffes zu kompensieren, nutzte die Deutsche Marine 2017 und 2018 die annähernd baugleiche rumänische Bark Mircea für die Ausbildung. Im Herbst 2019 gab die Marine bekannt, 2020 Teile der Ausbildung ihres Offiziersnachwuchses auf der Alexander von Humboldt II durchzuführen. Auch die norwegische Bark Statsraad Lehmkuhl wurde für die Kadettenausbildung gechartert.
Für die Instandsetzungsarbeiten waren zunächst 10 Millionen Euro veranschlagt worden. Bei den begonnenen Arbeiten wurden im Januar 2016 in der Elsflether Werft weitere Schäden festgestellt, woraufhin im Oktober 2016 ein Baustopp verhängt und eine Wirtschaftlichkeitsbetrachtung angewiesen wurde. Am 26. Januar 2017 entschied die damalige Verteidigungsministerin Ursula von der Leyen schließlich, die Instandsetzungsarbeiten, deren Kosten auf 75 Millionen Euro veranschlagt wurden, fortzuführen. Die Werft bezifferte die Sanierungskosten im März 2018 auf maximal 135 Millionen Euro und schätzte, dass die Überholung Mitte 2019 abgeschlossen sei.
Im Zuge der Instandsetzung des Segelschiffs kam es im Dezember 2018 zu Korruptions- und Untreuevorwürfen gegen die Werft und einen Mitarbeiter der Marine, welche die beiden Vorstandsmitglieder der Elsflether Werft ihre Posten kosteten. Die Staatsanwaltschaft Osnabrück ermittelt wegen des Korruptionsverdachts. Aufgrund der stark gestiegenen Kosten für die Instandsetzungsarbeiten und des Korruptionsverdachts wurden die Arbeiten am Schiff im Dezember 2018 vom Verteidigungsministerium ausgesetzt. Ein Bericht des Bundesrechnungshofes stellte im März 2019 zahlreiche Mängel im Zusammenhang mit der Instandsetzung fest. Obwohl nicht alle Mängel vor Reparaturbeginn dokumentiert waren, behauptete die Bundeswehr, dass es günstiger sei, zu reparieren, als ein neues Schulschiff zu bauen. Der Bundesrechnungshof forderte, die Kosten der Instandsetzung zu deckeln und die Reparaturarbeiten notfalls zu stoppen und einen Schiffsneubau in Erwägung zu ziehen.

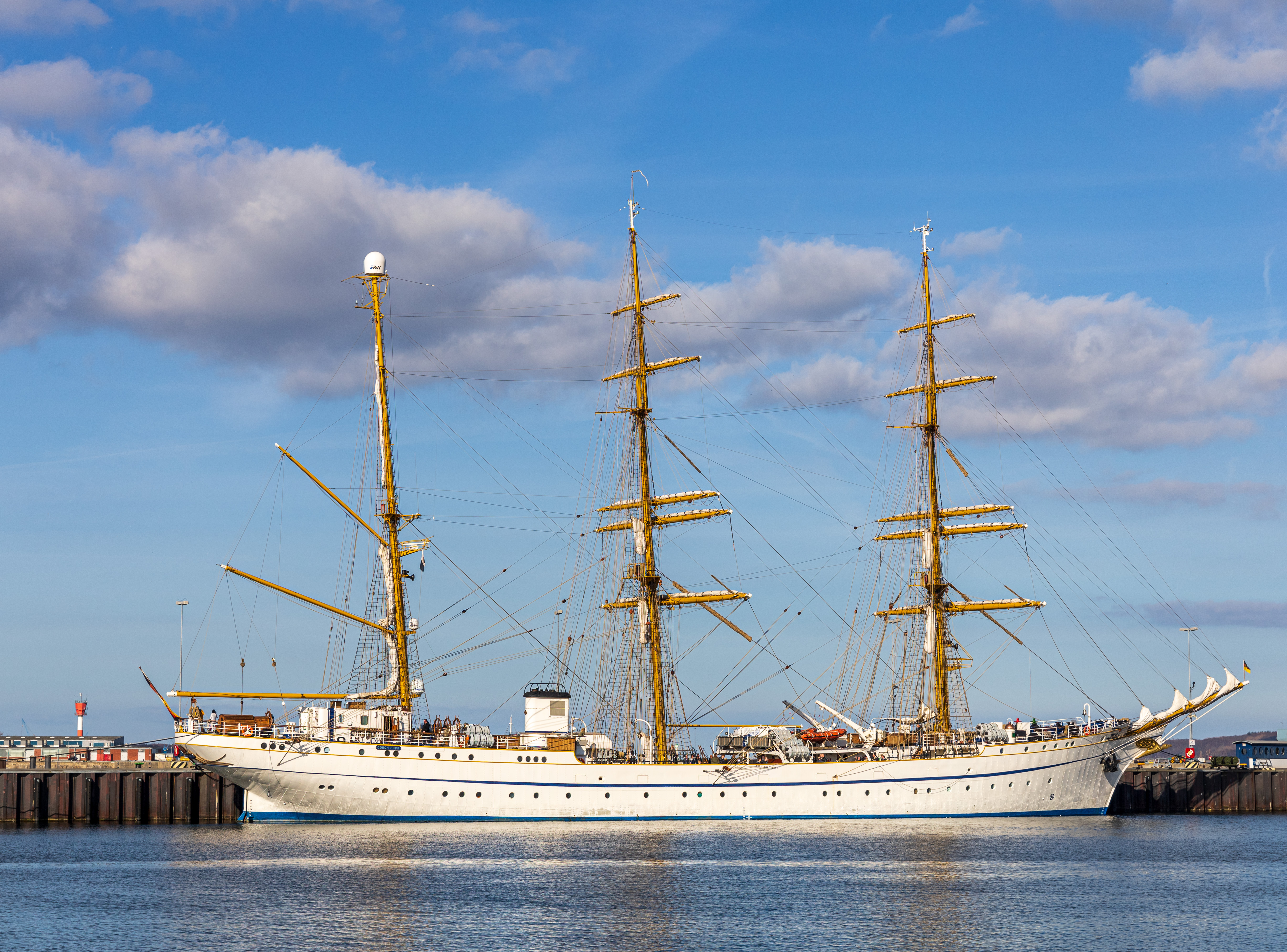
Instandgesetzte Gorch Fock nach Rückkehr an ihrem Liegeplatz (2022)

Nachdem die Elsflether Werft während der Arbeiten in finanzielle Schwierigkeiten geraten war und am 20. Februar 2019 Insolvenz anmelden musste, wurden die Arbeiten auf der Fassmer-Werft fortgesetzt. Nach der Übernahme der Elsflether Werft durch die Lürssen-Werft wurde die Gorch Fock zur Lürssen-Zweigwerft in Berne geschleppt. Anfang 2021 teilte das Bundesverteidigungsministerium mit, dass das Schulschiff am 31. Mai 2021 fertig werden würde. Am 10. März 2021 wurde das Schiff wieder zu Wasser gelassen. Ende September 2021 wurde es an die Marine übergeben und kehrte am 4. Oktober 2021 in seinen Heimathafen zurück. Die Sanierung hat schließlich 135 Millionen Euro gekostet. Ein Aktionsbündnis um Umweltschützer klagte nach der Sanierung gegen das Verteidigungsministerium, weil das auf der Gorch Fock verbaute Teakholz aus illegalem Holzeinschlag in Myanmar stammen soll.

### Gerichtsverfahren
Die Staatsanwaltschaft Osnabrück nahm nach der Insolvenz der Elsflether Werft und nach Meldungen über mögliche Korruption Untersuchungen im Zusammenhang mit der Sanierung auf. Gegen mehrere Verantwortliche der Werft und Mitarbeiter der Marine wurden Ermittlungen eingeleitet. Die Staatsanwaltschaft ging davon aus, dass dem Bund ein Schaden von 28 Millionen Euro durch Betrug, Veruntreuung, Bestechung und ungetreue Geschäftsführung entstanden ist.
In ersten Urteilen wurde der ehemalige Kostenprüfer der Marine, Peter G. (67,) zu einer Freiheitsstrafe von einem Jahr und zehn Monaten auf Bewährung wegen Vorteilsnahme in fünf Fällen verurteilt. Er hatte 837.000 Euro erhalten, damit er überhöhte Rechnungen durchwinkte. Dieses Geld muss G. zurückzahlen. Seine Selbstanzeige hatte den Skandal um die Elsflether Werft und die „Gorch Fock“ ins Rollen gebracht. Zwei weitere Angeklagte wurden wegen Vorteilsgewährung zu Geldstrafen verurteilt: Ein 54-Jähriger muss 5000 Euro, eine 38-Jährige 6000 Euro zahlen. Das Hauptverfahren gegen die Ex-Vorstände der Werft, Klaus W. (55) und Marcus R. (55), und einen weiteren Angeklagten wird fortgesetzt (Stand Mai 2024). Die Ex-Vorstände sollen laut Anklage von 2014 bis 2018 durch überhöhte Rechnungen und falsche Arbeitszeitabrechnungen das Marinearsenal in Wilhelmshaven um mehr als 7,2 Millionen Euro betrogen haben.

## Ausbildungsbetrieb

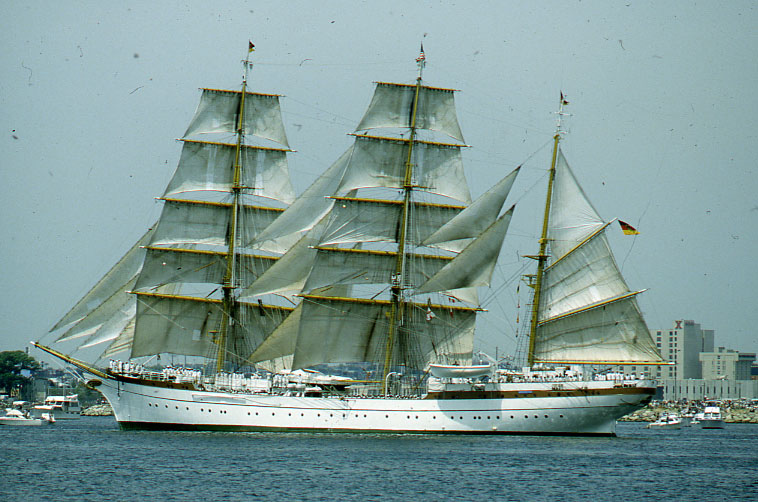
Die Gorch Fock zu Besuch im Boston (Outer) Harbor

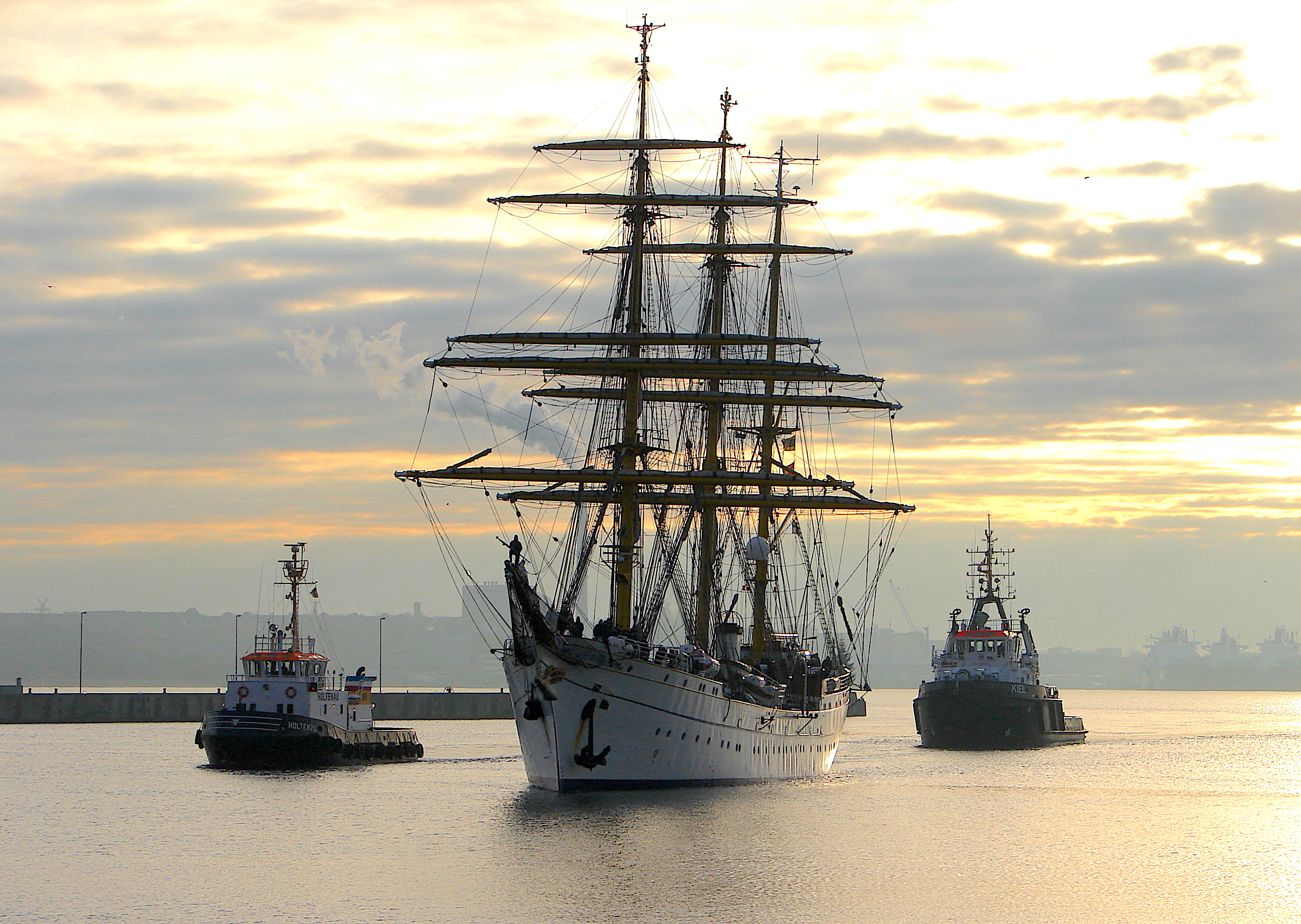
Einlaufen der Gorch Fock nach einer Auslandsausbildungsreise in den Heimathafen Kiel (2009)

Alle Offizieranwärter des Truppendienstes und die Sanitätsoffizieranwärter der Deutschen Marine werden im Rahmen von Auslandsausbildungsreisen auf der Bark ausgebildet, ebenso die Unteroffiziere des „seemännischen Dienstes“ (Verwendungsreihe 11). Eine Stammbesatzung von 83 Personen kann bis zu 138 Lehrgangsteilnehmer betreuen. Die Stammbesatzung setzt sich aus 11 Offizieren inklusive Meteorologe und Schiffsarzt, 14 Unteroffizieren mit Portepee, 35 Unteroffizieren und 23 Mannschaftsdienstgraden zusammen.
Die Ausbildung der Marineoffizieranwärter auf der Gorch Fock wird seit 2005 fortwährend wissenschaftlich untersucht. Sie soll vor allem die Teamfähigkeit der Soldaten schulen sowie erste Erfahrungen mit der See vermitteln. Diese Seeausbildung wurde bis zu deren Außerdienststellung 1990 auf dem Schulschiff Deutschland durchgeführt, insbesondere die weitere technisch und operativ orientierte Ausbildung der OA. Seitdem erfolgt dies überwiegend auf Einheiten der Zerstörerflottille (jetzt Einsatzflottille 2). Während ihrer Fahrten in alle Teile der Welt dient die Gorch Fock außerdem der Repräsentation Deutschlands und seiner Marine.

### Ausbildungsstopp 2010–2012
Während der 156./157. Auslandsausbildungsreise starb am 7. November 2010 eine 25-jährige Offizieranwärterin nach einem Sturz aus der Takelage. Die abgestürzte Offizieranwärterin musste wie die anderen Kadetten siebenmal nacheinander auf den Mast aufentern. Eine Übung für das Aufentern gab es nicht, ebenso wenig eine Sicherung.
Nach diesem Vorfall weigerte sich ein Teil der Offizieranwärter, einen Mast zu besteigen. Einige Besatzungsmitglieder wollten in Folge der Ereignisse das Schiff verlassen. Zwei erfahrenere Besatzungsmitglieder versuchten der Schiffsleitung die Probleme und Ängste vieler Besatzungsmitglieder begreiflich zu machen. Es entbrannte eine Diskussion, wie mit dem Tod eines Kameraden umzugehen sei. Einige Medien sprachen von einer Meuterei. Sowohl der damalige Wehrbeauftragte Hellmut Königshaus als auch der Sprecher der Marine bestritten diese Darstellung.
Der Ausbildungsbetrieb wurde unterbrochen. Eine Untersuchungskommission mit Karl-Dietrich Haase wurde an Bord beordert, um diesen und andere Sachverhalte aufzuklären. Der Kommandant Norbert Schatz wurde im Januar 2011 vorläufig von seinen Pflichten entbunden. Für die Überführung des Schiffes nach Deutschland wurde sein Vorgänger, Kapitän zur See Michael Brühn, als Abwesenheitsvertretung eingesetzt. Die Marinekommission konnte kein Fehlverhalten von Schatz feststellen. Auf eigenen Wunsch kehrte Schatz nicht mehr auf den Kommandoposten zurück.
Am 24. August 2012 übernahm Helge Detlef Risch offiziell das Kommando auf der Gorch Fock.

### Ausbildungsbetrieb seit 2013

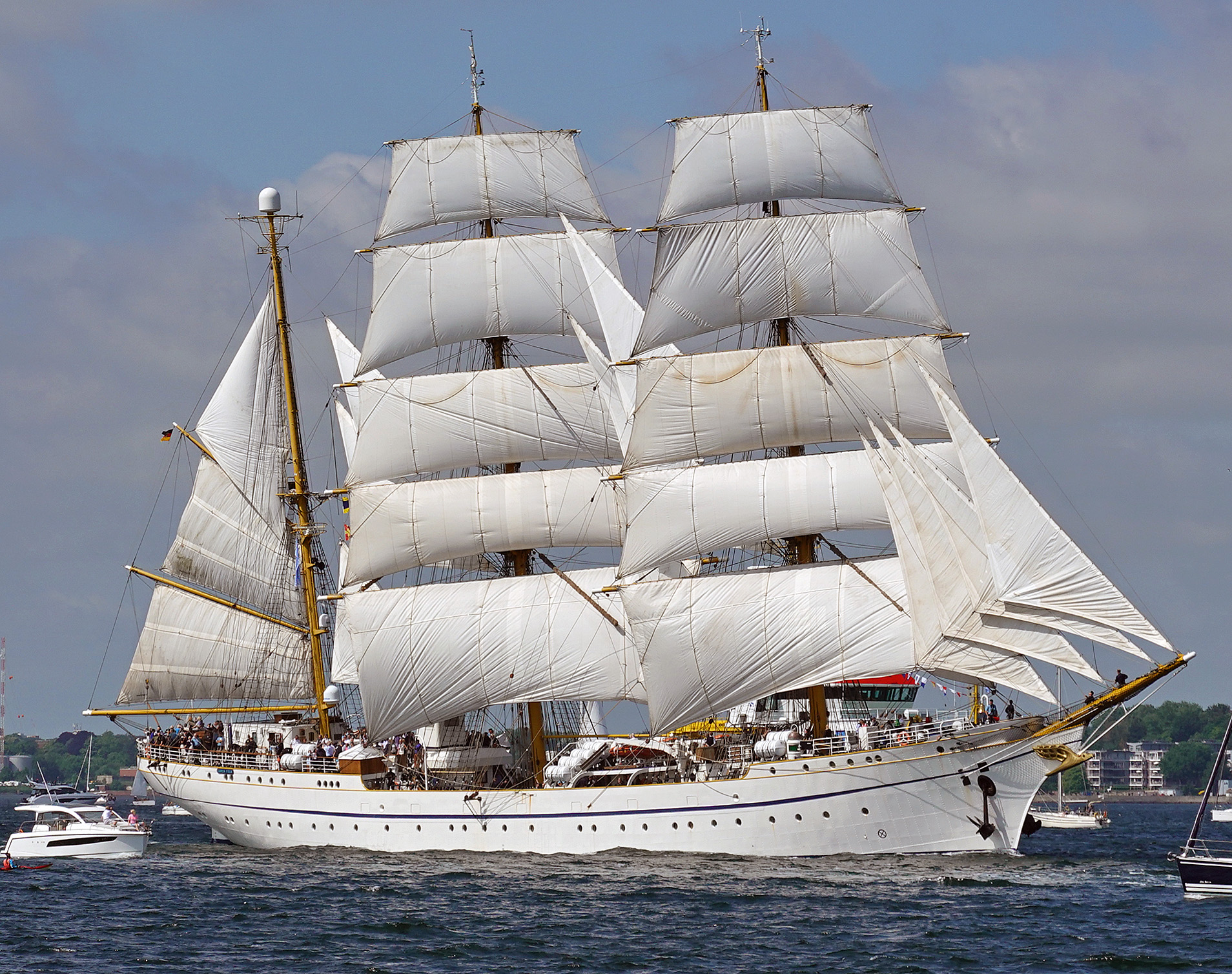
Gorch Fock unter Vollzeug bei der Windjammerparade 2025 in Kiel

Nach einem ersten Auslaufen Ende November 2012 wurde im Januar 2013 die Kadettenausbildung wieder aufgenommen. Zur Vorausbildung wurde 2012 auf dem Gelände der Marineschule Mürwik der Gorch-Fock-Übungsmast aufgestellt, an dem die Offizieranwärter erste Erfahrungen in der Takelage sammeln können.
Nach annähernd zwei Jahren übergab Kapitän zur See Helge Detlef Risch am 28. Juni 2014 das Kommando auf dem Schiff an Fregattenkapitän Nils Brandt.
Nach der sechsjährigen Unterbrechung durch die Grundinstandsetzung von 2015–2021 wurde der Ausbildungsbetrieb 2022 wieder aufgenommen.

## Technische Beschreibung
| Name | Gorch Fock                                  | Eagle                          | Sagres II                                         | Mircea    | Gorch Fock II |
| --- | ------------------------------------------- | ------------------------------ | ------------------------------------------------- | --------- | ------------- |
| Ex-Namen | Gorch Fock Tovarischtsch                    | Horst Wessel                   | Albert Leo Schlageter Guanabara                   | -         | -             |
| Nationen | Deutschland Sowjetunion Ukraine Deutschland | Deutschland USA seit 15.5.1946 | Deutschland kurz USA Brasilien seit 1961 Portugal | Rumänien  | Deutschland   |
| Heimathafen | Stralsund                                   | New London (USA)               | Lissabon                                          | Constanza | Kiel          |
| Baujahr | 1933                                        | 1936                           | 1937                                              | 1938      | 1958          |
| LüA | 82,10 m                                     | 89,70 m                        | 89,48 m                                           | 82,10 m   | 89,30 m       |
| Länge Rumpf | 73,70 m                                     | 80,70 m                        | 81,28 m                                           | 73,70 m   | 81,20 m       |
| Segelfläche | 1750 m²                                     | 1983 m²                        | 1796 m²                                           | 1748 m²   | 2037 m²       |
| Anzahl Segel | 23                                          | 22                             | 23                                                | 23        | 23            |
| Daneben gibt es Nachbauten einer Werft aus Bilbao, die sich nur in den Aufbauten und der Tankgröße unterscheiden: Gloria (1967) für Kolumbien, Guayas (1976) für Ecuador, Simón Bolivar (1979) für Venezuela, Cuauhtémoc (1982) für Mexiko. |                                             |                                |                                                   |           |               |

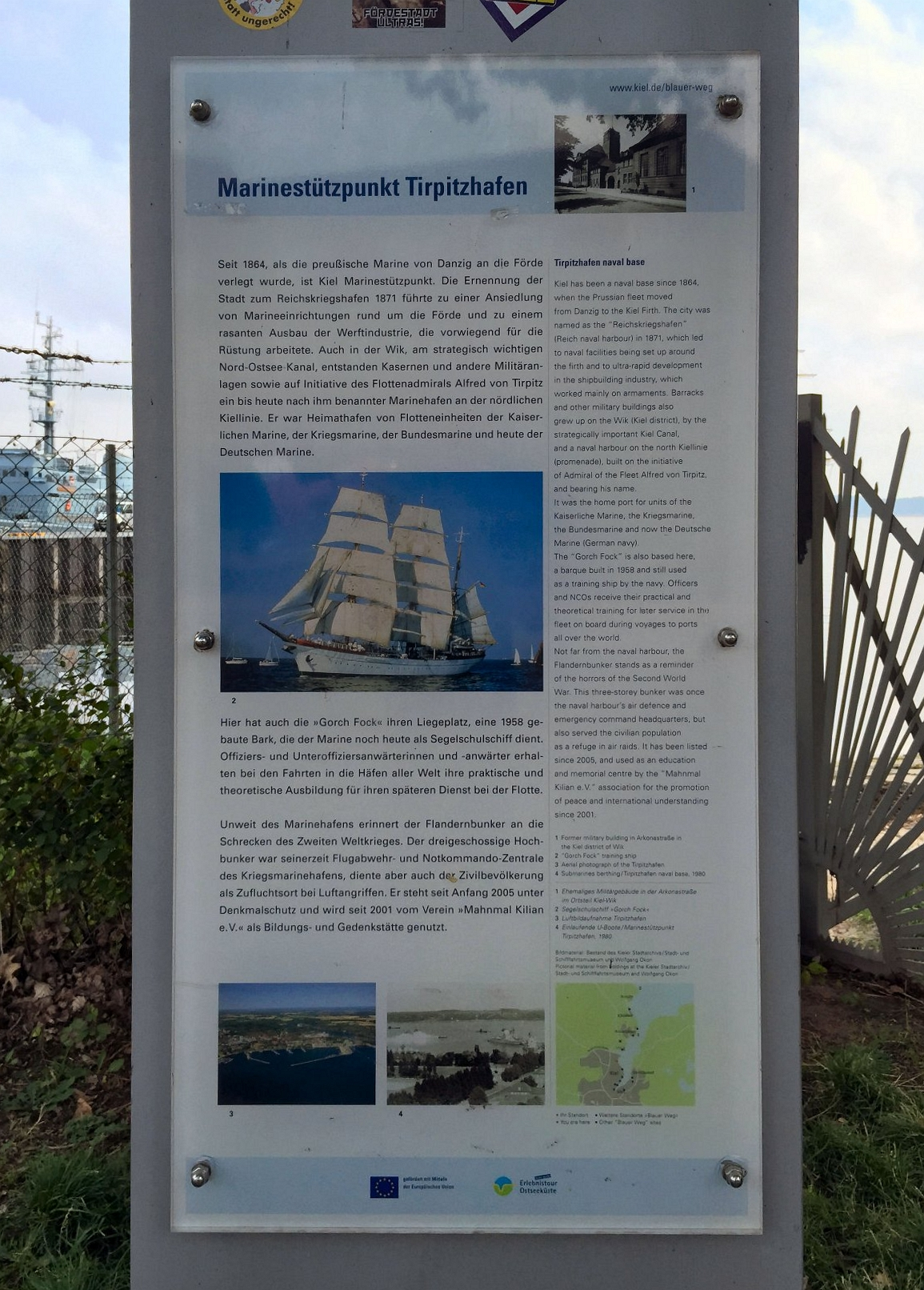
Infotafel der Marine an der Gorch-Fock-Mole

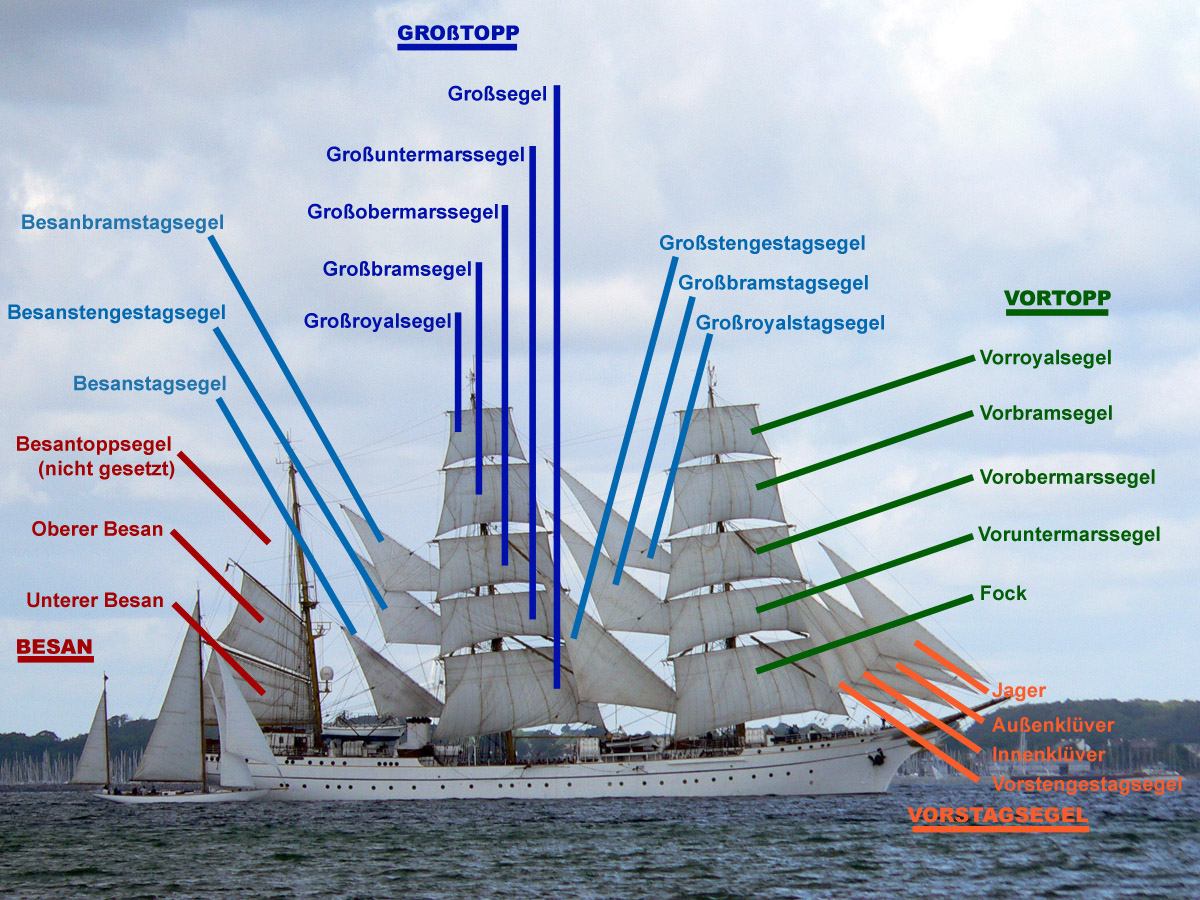
Benennung der Segel

Die Gorch Fock ist nach den gleichen Plänen gebaut wie die nachfolgenden Schwesterschiffe der ersten Gorch Fock, die etwas größer ausfielen. Allerdings wurden die Sicherheitsstandards nach dem Untergang der Pamir deutlich verbessert.
Der Stahlrumpf des Schiffes ist als Glattdecker mit verlängerter Poop und Back konzipiert.
Die Takelage besteht an den beiden vorderen Masten aus Fock- beziehungsweise Großsegel, geteiltem Marssegel, Bramsegel sowie Royalsegel, der Besanmast ist als Pfahlmast mit zwei übereinanderliegenden Gaffelsegeln ausgeführt. Die Masthöhe ist im Vortopp 45 m, im Großtopp 44,90 m und beim Besantopp 39,80 m, jeweils über Wasserlinie. Ihre 23 Segel gliedern sich wie folgt: zehn Rah-, zehn Stag-, zwei Besane sowie ein Besantoppsegel, die jeweiligen Spierenlängen betragen an Fock- u. Großrah 24 m, der Bugspriet misst 18,8 m, davon 8,9 vor dem Bug, und der Besanbaum 16,4 m. Die Bramstengen der beiden vorderen Masten sind zum Fieren eingerichtet, um das Befahren des Nord-Ostsee-Kanals zu ermöglichen. Inzwischen erhielt das Schiff weitere „Garnituren“ mit leicht verändertem Schnitt, dadurch erhöhte sich die Gesamtfläche der Besegelung auf rund 2000 Quadratmeter.
Das 1958 gebaute Schiff ist weitgehend baugleich mit der 1933 gebauten Gorch Fock, allerdings etwa sieben Meter länger. Zur Unterscheidung der Schiffe werden gelegentlich in Klammern das Baujahr oder eine Ziffer in Klammern angehängt, die aber nicht zum Schiffsnamen gehören. Dies gilt genauso für das Präfix SSS für Segelschulschiff, das in der Literatur regelmäßig auftaucht. Beide Schiffe sind nach dem Schriftsteller Gorch Fock benannt.
Die Stengen und Rahen der Takelage waren ursprünglich 1939 zum Bau des Segelschulschiffs Herbert Norkus vorgesehen, wurden aber wegen des Krieges eingelagert und dann für den Neubau verwendet.

## Galionsfigur

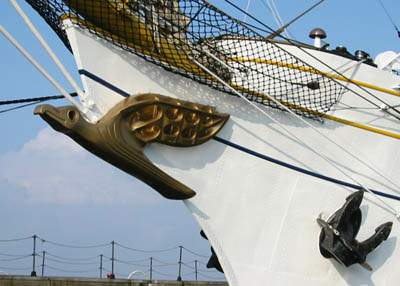
Bug-Albatros (2001)
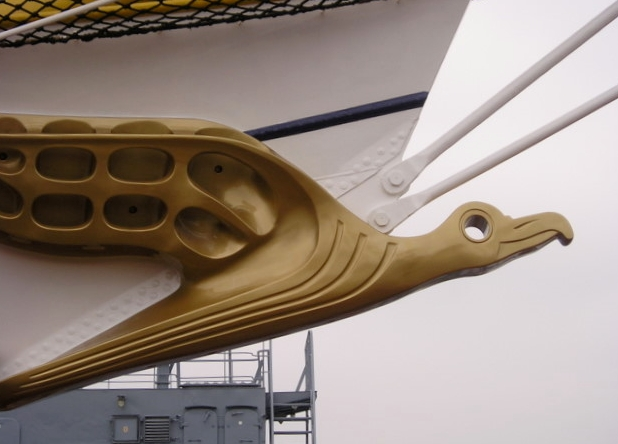
Bug-Albatros (2006)
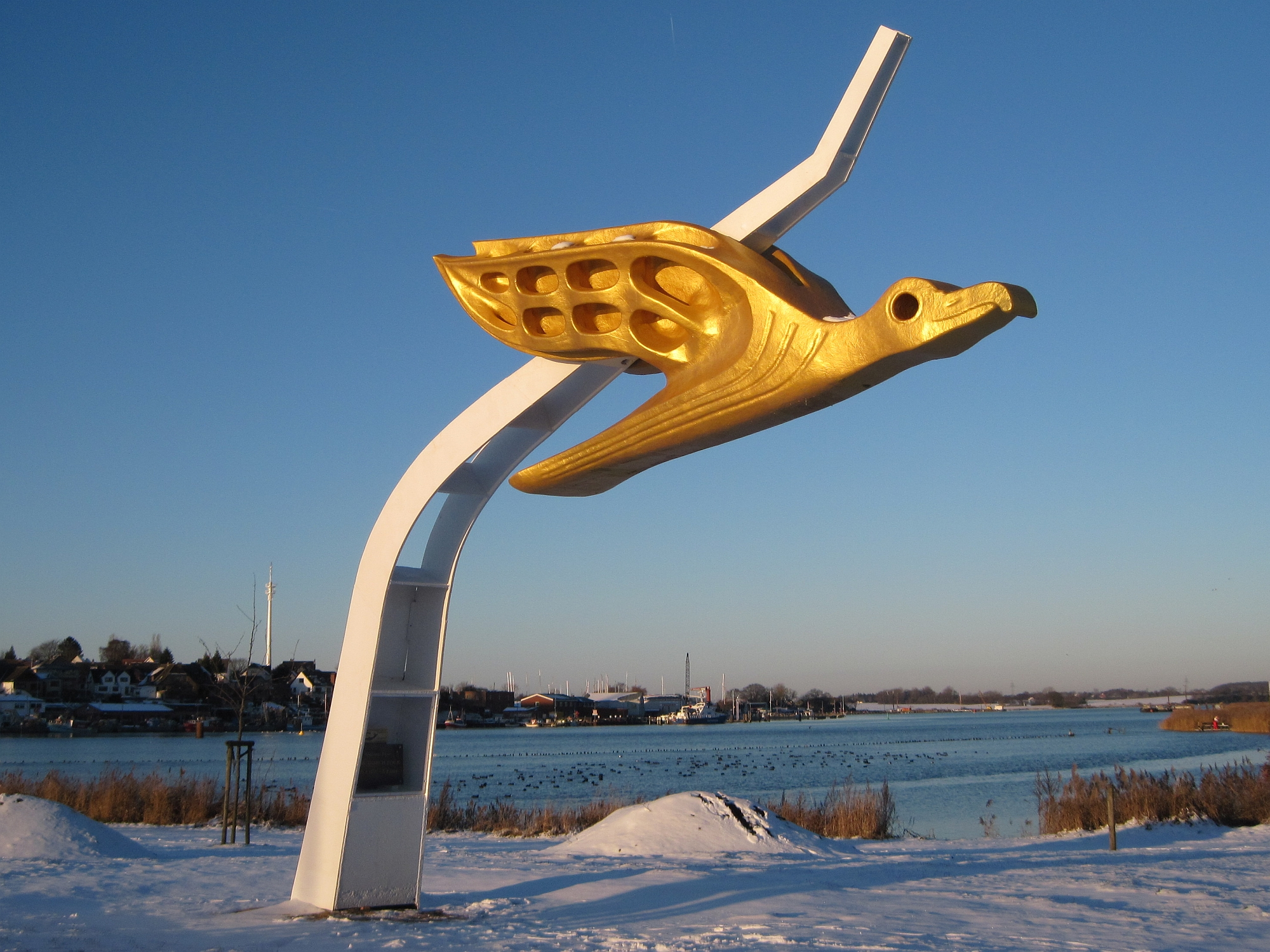
Original des Albatros in Kappeln (Galionsfigur bis 1969) – Foto 2012
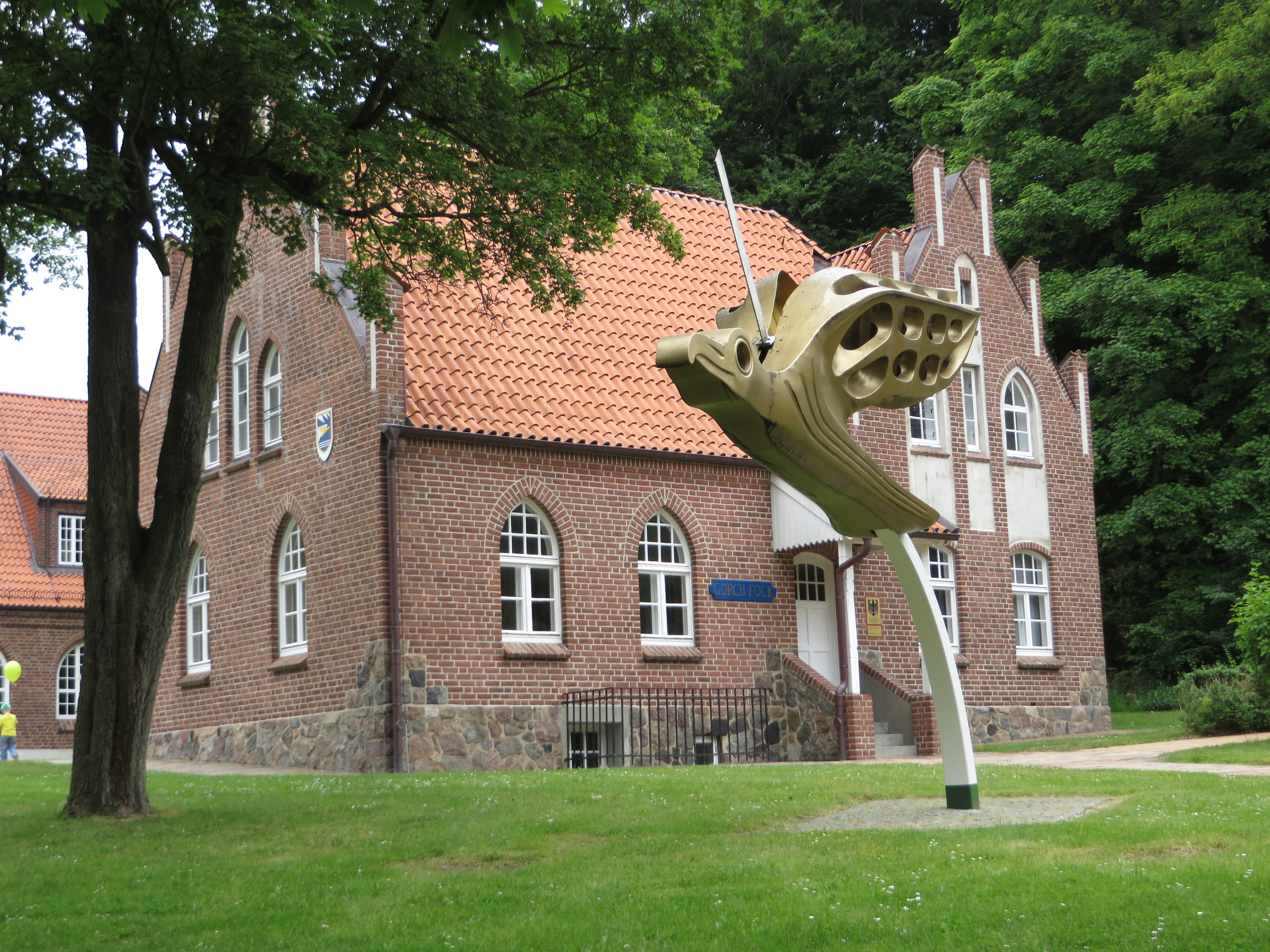
Reproduktion der Galionsfigur vor dem Gorch-Fock-Haus der Marineschule Mürwik (2015)

Die Gorch Fock hat ihre Galionsfigur bisher fünf Mal gewechselt. Die Form der Figur, ein stilisierter Albatros, blieb bis auf Details gleich. Der Entwurf stammt von dem Bochumer Künstler und vormaligen U-Boot-Kommandanten Heinrich Schroeteler.
- Der erste Albatros von 1958 bestand aus Holz, er riss nach wenigen Jahren ab.
- Die Ersatzfigur war ebenfalls aus Holz. 1969 wurde sie aus Gewichtsgründen ausgetauscht. Zunächst wurde die Galionsfigur in der Marineschule Mürwik aufgestellt, später vor dem Marinestützpunkt Olpenitz bei Kappeln (Schleswig-Holstein). Nach der Schließung des Stützpunkts und einer öffentlichen Debatte über den Verbleib der Galionsfigur[44] fand diese nach gründlicher Aufarbeitung am 29. November 2012 am südlichen Brückenkopf der Schleibrücke in Kappeln ihren neuen Platz.
- Der dritte Albatros (ab 1969) war aus leichterem Glasfaser-Polyester. Er zerbrach, als er bei einer Überholung der Gorch Fock in der Elsflether Werft von 2000 bis 2001 abgebaut werden musste.
- Der vierte Albatros war ebenfalls aus Polyester. In der Nacht zum 11. Dezember 2002 ging die Galionsfigur im Ärmelkanal in schwerer See verloren.
- Der fünfte Albatros wurde von den Schiffsbildhauern Birgit und Claus Hartmann aus Schwanewede aus Eschenholz gefertigt. Er ging am 5. Dezember 2003 etwa 100 Seemeilen westlich der französischen Küste in einem Sturm verloren.
- Der sechste Albatros stammt ebenfalls vom Ehepaar Hartmann und besteht aus kohlenstofffaserverstärktem Kunststoff (CFK).

Eine Reproduktion der Galionsfigur ist vor dem Gorch-Fock-Haus der Marineschule Mürwik aufgestellt.

## Rekorde
Die Gorch Fock hat auf der Heimreise von der 62. Auslandsausbildungsreise unter dem Kommando von Kapitän zur See Horst-Helmut Wind im Seegebiet Englischer Kanal/Nordsee bei Südweststurm vom 17. bis 18. November 1980 ein Etmal (die innerhalb von – nicht immer genau – 24 Stunden zurückgelegte Strecke) von 323 Seemeilen erzielt und überbot damit den bis dahin bestehenden Rekord für Verdränger-Segelschiffe in diesem Seegebiet um sieben Seemeilen. Zeitweilig wurden dabei 17 kn Fahrt über Grund gemessen.
Bei einem Sturmtief in der Straße von Florida mit Windgeschwindigkeiten bis 70 kn wurde diese Bestmarke noch überboten und das Schiff erreichte 18,2 kn. Dabei riss eines der Segel, worauf das Schulschiff aus dem Tropensturm herausgesteuert wurde.

## Gorch-Fock-Lied

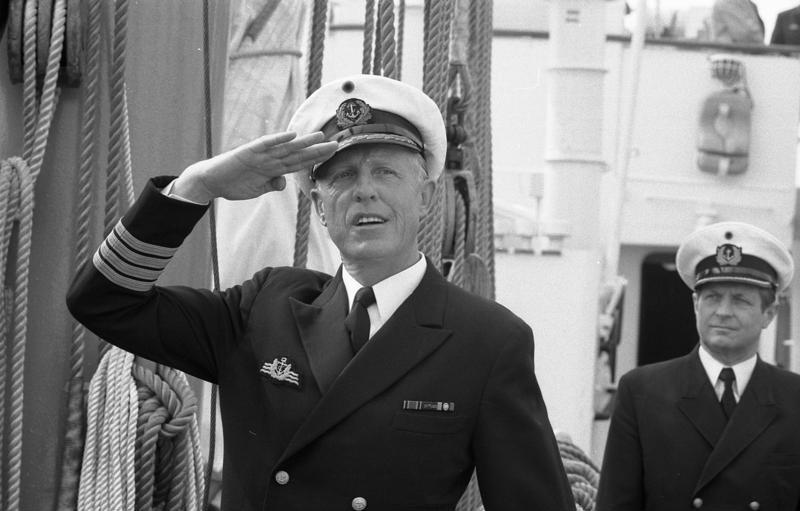
Kapitän zur See Hans Freiherr von Stackelberg

Seit den 1960er Jahren hat das Schiff ein eigenes Gorch-Fock-Lied, das vom späteren Kommandanten Hans Freiherr von Stackelberg komponiert wurde. Zwei Zeilen des Textes thematisieren die harte Ausbildungsrealität und die Ausbildungsmentalität der Stammbesatzung gegenüber den Offizieranwärtern:

„Der Bootsmann ist nicht immer angenehm / gefürchtet ist auch mancher Maat / und ist auch ihre Nähe oft recht unbequem / im Herzen ist doch jeder Kamerad!“

Daneben gibt es auch einen Gorch-Fock-Marsch.

## Kommandanten
| Nr. | Name                                        | von            | bis            | AAR *     |
| --- | ------------------------------------------- | -------------- | -------------- | --------- |
| 01  | Wolfgang Erhardt (1907–1984)                | Dezember 1958  | Juni 1962      | 001.–009. |
| 02  | Hans Engel (1910–2001)                      | Juli 1962      | September 1965 | 010.–019. |
| 03  | Peter Lohmeyer (1911–2002)                  | Oktober 1965   | Dezember 1968  | 020.–030. |
| 04  | Ernst von Witzendorff (1916–1999)           | Januar 1969    | September 1972 | 031.–040. |
| 05  | Hans Freiherr von Stackelberg (1924–2022)   | Oktober 1972   | März 1978      | 041.–053. |
| 06  | Horst-Helmut Wind (1927–2009)               | April 1978     | März 1982      | 054.–064. |
| 07  | Nickels Peter Hinrichsen (* 1939)           | April 1982     | März 1986      | 065.–075. |
| 08  | Immo von Schnurbein (* 1938)                | April 1986     | Dezember 1992  | 076.–095. |
| 09  | Thomas-Georg Hering (* 1943)                | Januar 1993    | September 1997 | 096.–108. |
| 10  | John Schamong (* 1951)                      | September 1997 | August 2001    | 111.–120. |
| 11  | Michael Brühn (* 1955)                      | August 2001    | Februar 2006   | 127.–143. |
| 12  | Norbert Schatz (* 1957)                     | Februar 2006   | Januar 2011    | 146.–157. |
| 11  | Michael Brühn (* 1955) *                    | Januar 2011    | August 2012    |           |
| 13  | Helge Detlef Risch (* 1963)                 | August 2012    | Juni 2014      | 158.–164. |
| 14  | Nils Brandt (* 1966)                        | Juni 2014      | März 2022      | 165.–171. |
| 15  | Andreas-Peter Graf von Kielmansegg (* 1967) | März 2022      | Juli 2024      | 172.–177. |
| 16  | Elmar Bornkessel (* 1976)                   | Juli 2024      |                | seit 178. |

## Unfälle

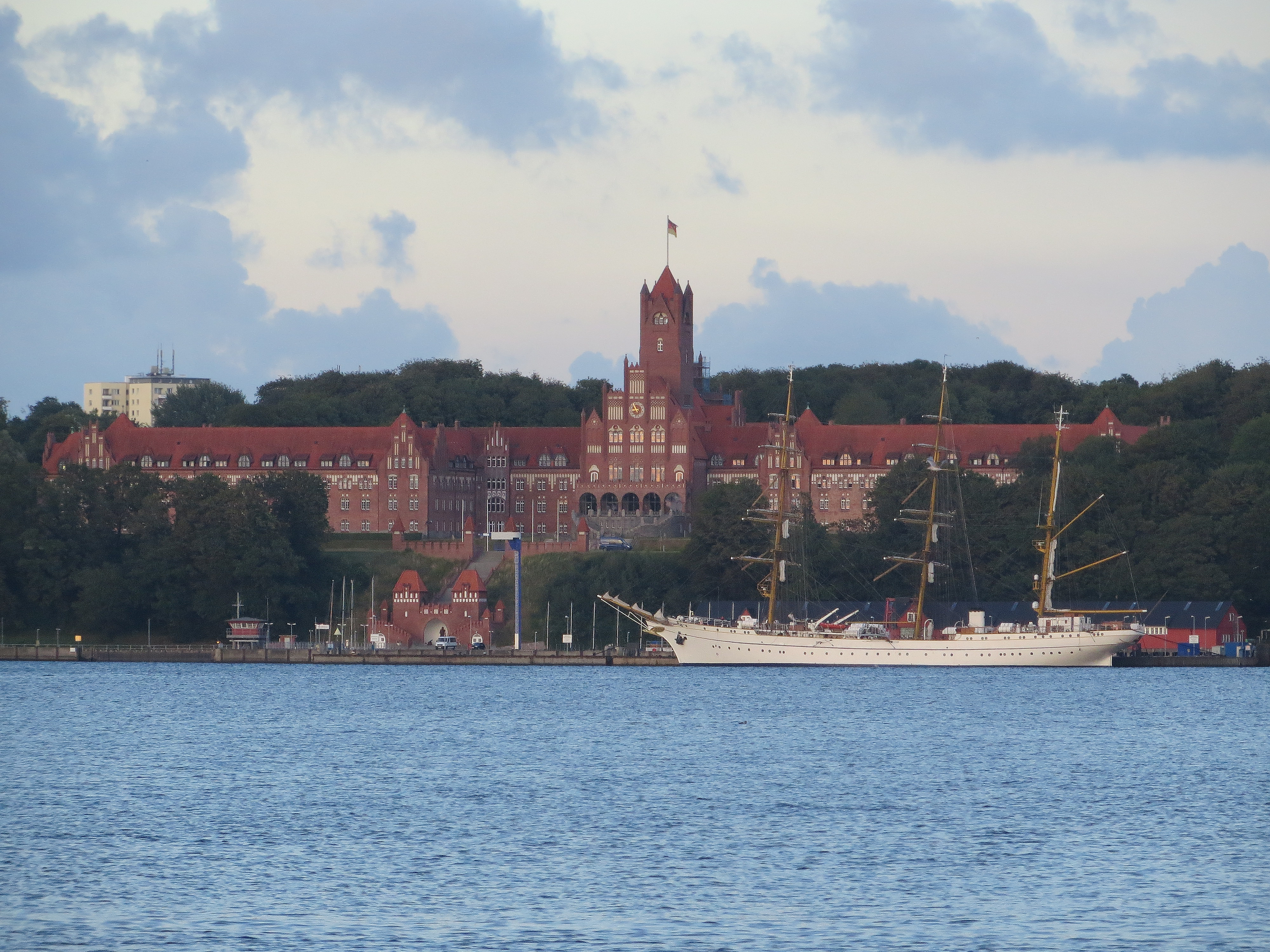
Die Gorch Fock liegt 2013 an der Pier des Bootshafens vor der Marineschule Mürwik (Flensburg), deren Kommando sie untersteht

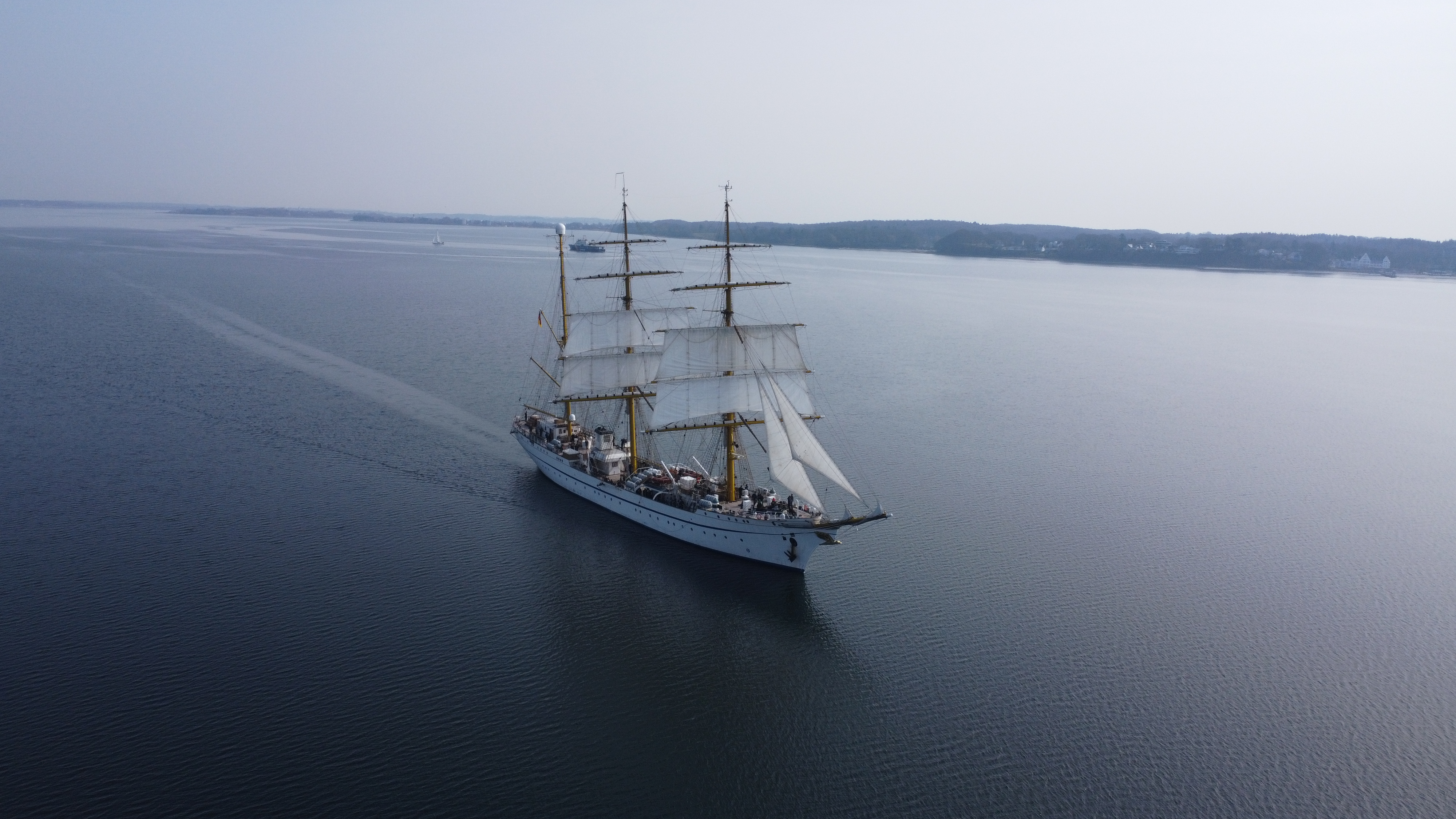
Gorch Fock (2022)

- Am 1. April 1959 wurde der Oberleutnant zur See Hubert Reikow in Hamburg beim Aussetzen der Kommandantenpinasse vom Ladebaum erschlagen.[53][54]
- Auf der zwölften Ausbildungsreise stürzte am 9. Mai 1963 im Hafen von Puerto de la Luz, Las Palmas, Gran Canaria, ein Obergefreiter aus dem Großmast.
- Am 17. September 1998 verunglückte ein Offizieranwärter auf See nordwestlich von Skagen durch einen Sturz aus dem Großmast tödlich.
- Im Mai 2002 starb ein 19-jähriger Soldat auf See südöstlich von Island nach einem Sturz vom Großmast.
- In der Nacht zum 4. September 2008 ging die 18-jährige Offizieranwärterin Jenny Böken auf See nahe der Insel Norderney über Bord und ertrank. Ihre Leiche wurde elf Tage später von einem Boot der Fischereiaufsicht 65 Seemeilen nordwestlich von Helgoland geborgen.[55] Die Gesamtumstände des Unfalls führten zu einer Klage bis zum Bundesverfassungsgericht, die letztlich abgewiesen wurde.[56]
- Während eines Hafenaufenthalts in Salvador da Bahia (Brasilien) starb am 7. November 2010 eine 25-jährige Offizieranwärterin im Dienstgrad Obermaat (OA) durch einen Sturz vom Großmast beim Niederentern.[57] Die Lehrgangsteilnehmerin war am 5. November 2010 in Brasilien eingeschifft worden.

## Darstellungen
Ein Stich der Gorch Fock (1958) ist auf der Rückseite des 10-DM-Scheins der dritten Serie von 1963 abgebildet, der in vielen Millionen Exemplaren in Umlauf war.
Zum 50-jährigen Jubiläum des Stapellaufes 2008 gab die Deutsche Post eine Sonderbriefmarke heraus. Außerdem kam zu diesem Anlass eine 10-Euro-Silbergedenkmünze heraus.
Die Stadt Kiel hat als Souvenir einen 0-Euro-Schein mit einer Abbildung der Gorch Fock vertrieben.

Silbergedenkmünze (2008)
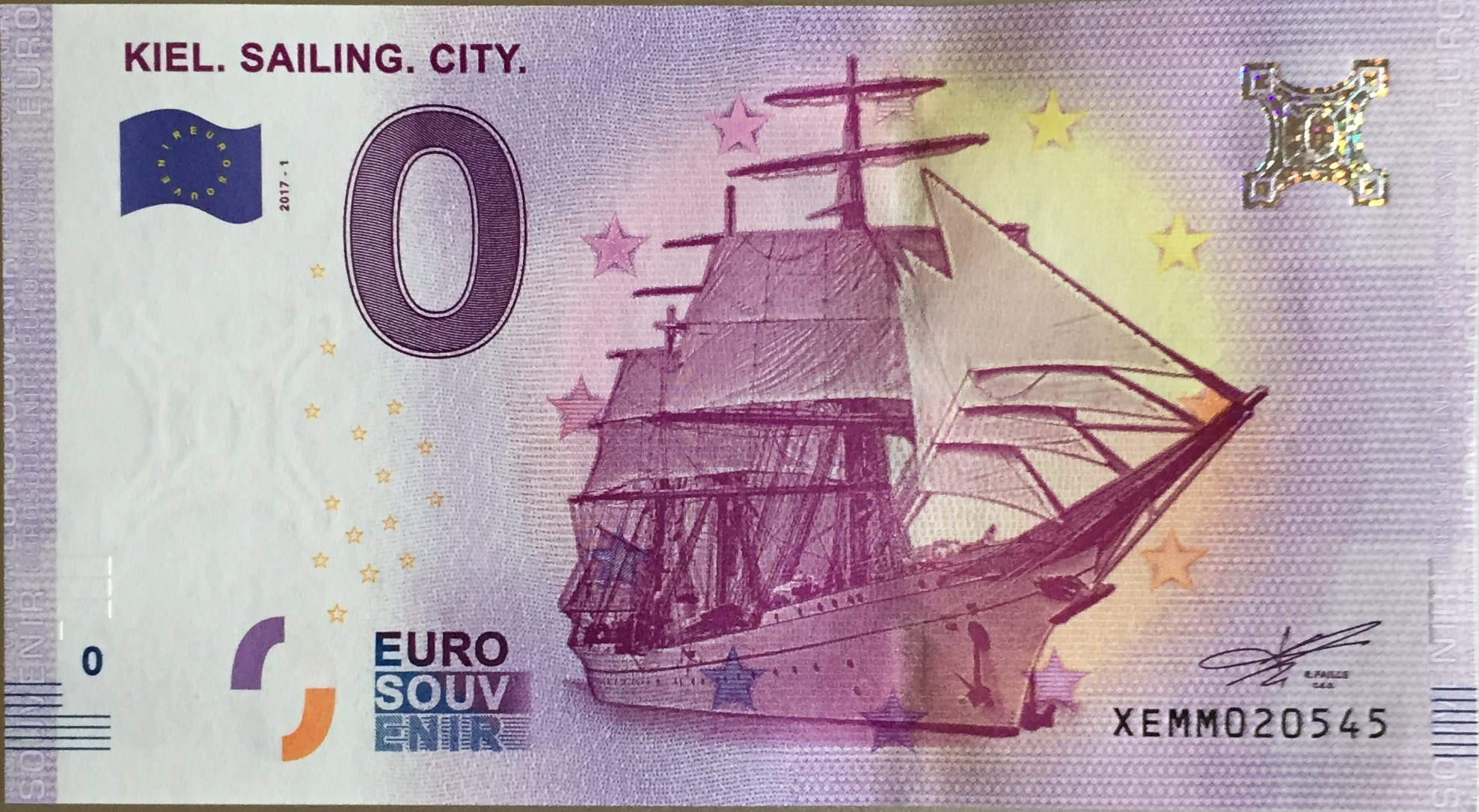
Vorderseite des 0-Euro-Scheins (2017)